# Manfred Stohl
Manfred Stohl (Wenen, 7 juli 1972) is een Oostenrijks rallyrijder, die tussen 1991 en 2007 actief was in het wereldkampioenschap rally. Stohl won de titel in het Production World Rally Championship in het seizoen 2000.

## Carrière
Manfred Stohl debuteerde in 1991 in de rallysport, achter het stuur van een Audi 90 quattro, een auto waarmee zijn vader, Rudi Stohl, al enige tijd actief mee was als rallyrijder. Stohl bleef nog een aantal jaren rijden met verschillende Audi-modellen, voordat hij de overstap maakte naar een Groep N Mitsubishi Lancer Evolution, waarmee hij in het wereldkampioenschap rally actief werd in het Production World Rally Championship. In het seizoen 2000 werd hij hierin wereldkampioen. Een stap omhoog naar een officieel fabrieksteam kwam er niet, waardoor Stohl besloot over te stappen naar het nieuw opgezette Junior World Rally Championship, waarin succes echter uit bleef.

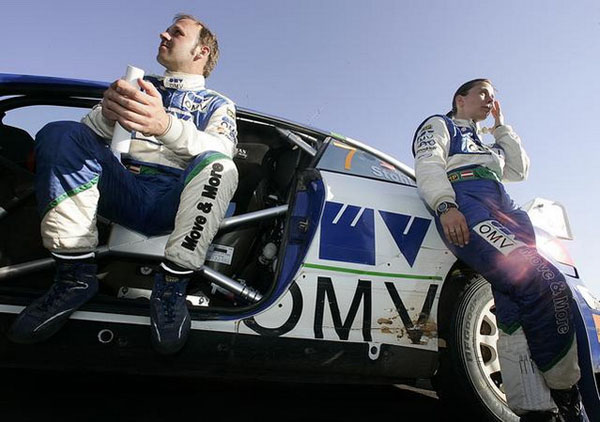
Stohl en navigatrice Ilka Minor tijdens de Rally van Griekenland in 2006

Met steun van de Oostenrijkse oliemaatschappij OMV – al een eeuwige sponsor in Stohls rallyactiviteiten – begon hij actief te worden in verschillende World Rally Cars. In samenwerking met het Belgische Kronos Racing was hij in het seizoen 2005 actief met een Citroën Xsara WRC, waarmee hij een tweede plaats behaalde in Cyprus, en later in het seizoen ook een derde plaats op naam schreef in Australië. Kronos nam voor het seizoen 2006 de taken over van de officiële fabrieksinschrijving van Citroën, waardoor Stohl uit week naar het Franse Bozian Racing, die dat jaar voor hem en teamgenoot Henning Solberg de Peugeot 307 WRC's prepareerde. Stohl reed een sterk seizoen, waar hij in totaal vier podium resultaten boekte. Hij eindigde uiteindelijk vierde in het rijderskampioenschap. Voor het seizoen 2007 keerde Stohl weer terug bij Kronos en een Citroën Xsara WRC. Het seizoen verliep echter een stuk minder goed dan tijdens zijn eerste periode bij het team en topvijfresultaten bleven uit. OMV trok zich na afloop van het seizoen terug als hoofdsponsor, waardoor Stohl zijn actieve carrière in het WK tot een einde kwam. Daarna is hij nog een paar jaar actief geweest in het Oostenrijks rallykampioenschap. Hij beheert sindsdien ook een eigen preparatie team, genaamd Stohl Racing, die actief zijn in verschillende disciplines binnen de autosport (hoewel de concentratie ligt op de rallysport).

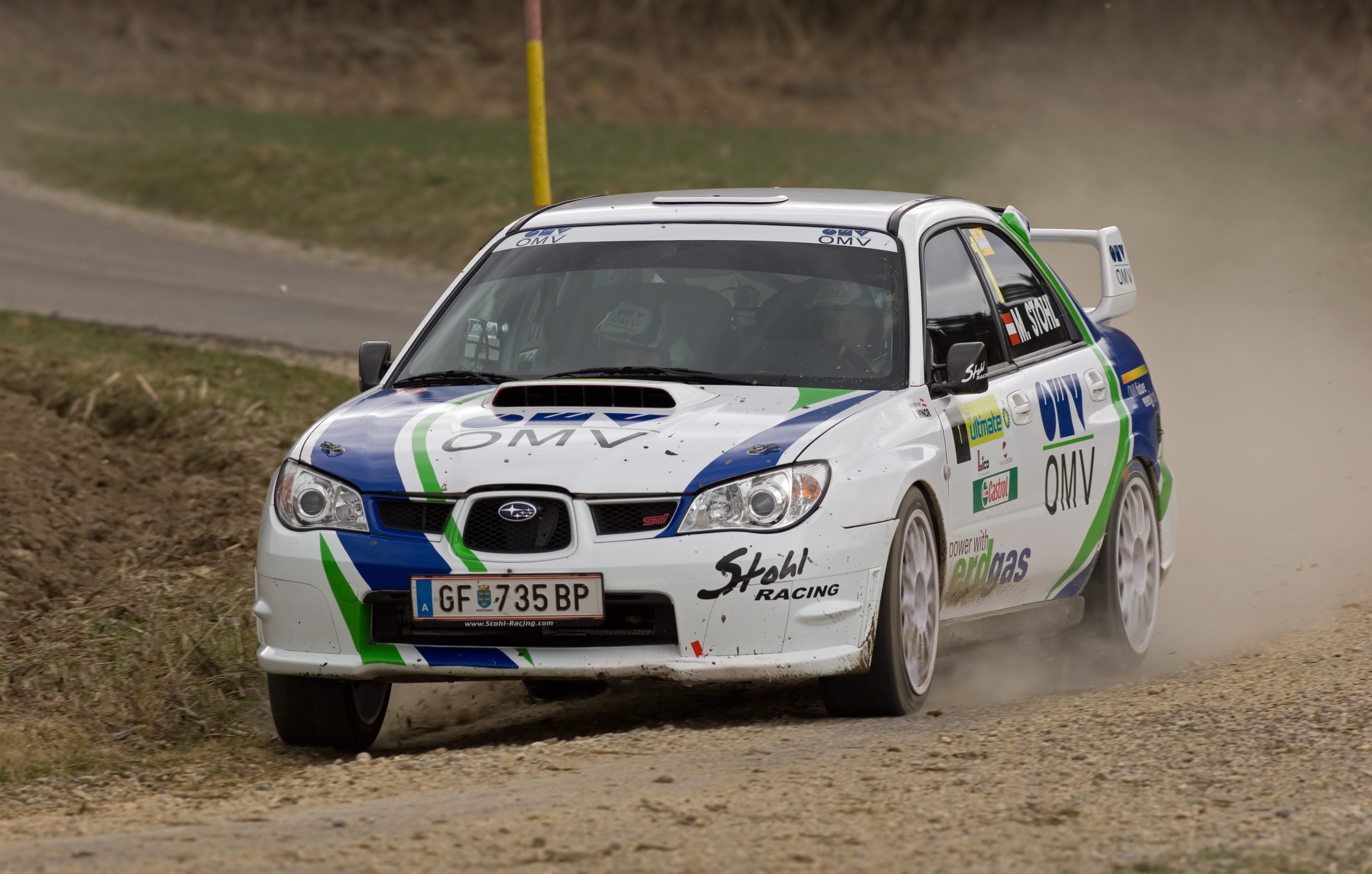
Stohl actief in het Oostenrijks kampioenschap in 2009

Stohl keerde eenmalig terug in het WK rally tijdens de Rally van Nieuw-Zeeland in 2012 met een Ford Fiesta RS WRC ingeschreven door het Brazil World Rally Team. Hij eindigde de rally als tiende algemeen en greep daarmee nog naar een WK-punt.

## Complete resultaten in het wereldkampioenschap rally

### Overzicht van deelnames
| Seizoen | Inschrijving                     | Auto                       | 1      | 2      | 3      | 4      | 5      | 6      | 7      | 8      | 9      | 10     | 11     | 12     | 13     | 14     | 15     | 16     | Pos. | Punten |
| ------- | -------------------------------- | -------------------------- | ------ | ------ | ------ | ------ | ------ | ------ | ------ | ------ | ------ | ------ | ------ | ------ | ------ | ------ | ------ | ------ | ---- | ------ |
| 1991    | Manfred Stohl                    | Audi 90 quattro            | MON    | ZWE    | POR    | KEN    | FRA    | GRI    | NZL    | ARG    | FIN    | AUS    | ITA    | IVK NF | SPA    | GBR    |        |        | -    | 0      |
| 1992    | Manfred Stohl                    | Audi 90 quattro            | MON    | ZWE    | POR    | KEN NF | FRA    | GRI    | NZL    | ARG    | FIN    | AUS    | ITA    | SPA    | IVK 7  | GBR    |        |        | 41   | 4      |
| 1993    | Manfred Stohl                    | Audi 90 quattro            | MON    | ZWE    | POR    | KEN 10 | FRA    | GRI    |        |        |        |        |        |        |        |        |        |        | 65   | 1      |
| 1993    | Manfred Stohl                    | Audi Coupé S2              |        |        |        |        |        |        | ARG 12 | NZL    | FIN    | AUS    | ITA    | SPA    | GBR    |        |        |        | 65   | 1      |
| 1994    | Manfred Stohl                    | Audi Coupé S2              | MON    | ZWE    | POR    | KEN    | FRA    | GRI NF | ARG    | NZL NF | FIN    | AUS    | ITA    | SPA    | GBR    |        |        |        | -    | 0      |
| 1995    | Manfred Stohl                    | Audi Coupé S2              | MON    | ZWE    | POR NF | KEN    | FRA    | GRI    | NZL    | ARG    | FIN    | AUS    | ITA    | SPA    | GBR NF |        |        |        | -    | 0      |
| 1996    | Manfred Stohl                    | Audi Coupé S2              | MON    | ZWE    | POR    | KEN NF | IDN    | FRA    | GRI    |        |        |        |        |        | SPA 17 | GBR    |        |        | -    | 0      |
| 1996    | Manfred Stohl                    | Subaru Impreza 555         |        |        |        |        |        |        |        | ARG 11 | NZL    | FIN    | AUS    | ITA    |        |        |        |        | -    | 0      |
| 1997    | Team Mitsubishi Ralliart Germany | Mitsubishi Lancer Evo III  | MON 16 | ZWE 18 | KEN    | POR 8  | SPA 18 | FRA    | ARG    | GRI    | NZL    |        |        | ITA 20 | AUS    | GBR    |        |        | -    | 0      |
| 1997    | Team Mitsubishi Ralliart Germany | Mitsubishi Lancer Evo IV   |        |        |        |        |        |        |        |        |        | FIN 20 | IDN    |        |        |        |        |        | -    | 0      |
| 1998    | Manfred Stohl                    | Mitsubishi Lancer Evo III  | MON 15 | ZWE    | KEN 11 | POR 18 | SPA 23 | FRA 20 | ARG NF | GRI NF |        |        |        | AUS 21 |        |        |        |        | 8    | 13     |
| 1998    | Race-Rent Motorsport             | Mitsubishi Lancer Evo III  |        |        |        |        |        |        |        |        | NZL 15 | FIN    | ITA NF |        |        |        |        |        | 8    | 13     |
| 1998    | Manfred Stohl                    | Mitsubishi Lancer Evo V    |        |        |        |        |        |        |        |        |        |        |        |        | GBR 10 |        |        |        | 8    | 13     |
| 1999    | Manfred Stohl                    | Mitsubishi Lancer Evo V    | MON NF | ZWE 18 | KEN 12 | POR NF | SPA NF | FRA 21 | ARG NF | GRI NF | NZL    |        |        |        |        |        |        |        | -    | 0      |
| 1999    | Manfred Stohl                    | Mitsubishi Lancer Evo VI   |        |        |        |        |        |        |        |        |        | FIN 18 | CHN    | ITA 25 | AUS    | GBR NF |        |        | -    | 0      |
| 2000    | Manfred Stohl                    | Mitsubishi Lancer Evo VI   | MON 9  | ZWE 20 | KEN 11 | POR 17 | SPA 19 | ARG NF | GRI 13 | NZL 7  | FIN 18 | CYP 15 | FRA 17 | ITA 25 | AUS 14 | GBR 17 |        |        | -    | 0      |
| 2001    | Manfred Stohl                    | Mitsubishi Lancer Evo VI   | MON 10 | ZWE    | POR DQ |        |        | CYP 12 |        |        |        | NZL 16 |        |        | AUS 22 |        |        |        | -    | 0      |
| 2001    | Top Run                          | Fiat Punto S1600           |        |        |        | SPA NF | ARG    |        | GRI NF | KEN    | FIN NF |        | ITA NF | FRA 22 |        | GBR NF |        |        | -    | 0      |
| 2002    | Manfred Stohl                    | Toyota Corolla WRC         | MON 16 | ZWE    | FRA    | SPA    |        |        |        |        |        |        |        |        |        |        |        |        | -    | 0      |
| 2002    | Manfred Stohl                    | Ford Focus RS WRC 01       |        |        |        |        | CYP NF | ARG    | GRI    | KEN    | FIN    | DUI    | ITA    |        |        | GBR 12 |        |        | -    | 0      |
| 2002    | Top Run                          | Mitsubishi Lancer Evo VI   |        |        |        |        |        |        |        |        |        |        |        | NZL 22 | AUS 10 |        |        |        | -    | 0      |
| 2003    | Stohl Racing                     | Peugeot 206 WRC            | MON    | ZWE    | TUR    | NZL NF | ARG    |        |        |        |        |        |        | FRA NF | SPA    | GBR 7  |        |        | 19   | 2      |
| 2003    | Hyundai World Rally Team         | Hyundai Accent WRC3        |        |        |        |        |        | GRI 11 | CYP    | DUI 18 | FIN    | AUS    | ITA    |        |        |        |        |        | 19   | 2      |
| 2004    | OMV World Rally Team             | Mitsubishi Lancer Evo VII  | MON    | ZWE NF | MEX NF | NZL 10 | CYP    |        |        | ARG 12 |        |        |        |        |        |        |        | AUS NF | 18   | 4      |
| 2004    | OMV World Rally Team             | Mitsubishi Lancer Evo VIII |        |        |        |        |        |        |        |        | FIN    | DUI 32 | JPN    |        |        |        |        |        | 18   | 4      |
| 2004    | Manfred Stohl                    | Peugeot 206 WRC            |        |        |        |        |        | GRI 6  | TUR    | ARG    |        |        |        | GBR 8  | ITA    | FRA    | SPA    |        | 18   | 4      |
| 2005    | OMV World Rally Team             | Citroën Xsara WRC          | MON 6  | ZWE    | MEX    | NZL 9  | ITA 9  | CYP 2  | TUR    | GRI 20 | ARG 8  | FIN NF | DUI NF | GBR 5  | JPN    | FRA    | SPA    | AUS 3  | 9    | 22     |
| 2006    | OMV Norway Peugeot W.R.T.        | Peugeot 307 WRC            | MON 4  | ZWE 18 | MEX 3  | SPA 12 | FRA 7  | ARG 4  | ITA 7  | GRI NF | DUI 5  | FIN 9  | JPN 5  | CYP 4  | TUR 8  | AUS 3  | NZL 3  | GBR 2  | 4    | 54     |
| 2007    | OMV Kronos Citroën W.R.T.        | Citroën Xsara WRC          | MON 10 | ZWE 7  | NOO 12 | MEX 6  | POR 9  | ARG 8  | ITA 7  | GRI 8  | FIN NF | DUI NF | NZL 12 | SPA NF | FRA 14 | JPN 6  | IER NF | GBR 8  | 13   | 9      |
| 2012    | Brazil World Rally Team          | Ford Fiesta RS WRC         | MON    | ZWE    | MEX    | POR    | ARG    | GRI    | NZL 10 | FIN    | DUI    | GBR    | FRA    | ITA    | SPA    |        |        |        | 34   | 1      |